# Tyler Johnson (giocatore di football americano)
* solo in precampionato o in squadra di allenamento
Tyler Johnson (Minneapolis, 25 agosto 1998) è un giocatore di football americano statunitense che milita nel ruolo di wide receiver per i Los Angeles Rams della National Football League (NFL). Al college ha giocato per l'Università del Minnesota.

## Carriera

### Tampa Bay Buccaneers
Johnson al college giocò a football con i Minnesota Golden Gophers dal 2016 al 2019. Fu scelto dai Tampa Bay Buccaneers nel corso del quinto giro (161º assoluto) del Draft NFL 2020. Nella settimana 5 ricevette i primi 4 passaggi per 61 yard dal quarterback Tom Brady contro i Chicago Bears. La sua prima stagione regolare si chiuse con 12 ricezioni per 169 yard e 2 touchdown in 14 presenze. Il 7 febbraio 2021 scese in campo nel Super Bowl LV contro i Kansas City Chiefs campioni in carica nella vittoria per 31-9, conquistando il suo primo titolo.
Johnson fu svincolato dai Buccaneers il 30 agosto 2022.

### Houston Texans
Il 31 agosto 2022 Johnson firmò con gli Houston Texans. Fu svincolato il 25 ottobre 2022.

### Tampa Bay Buccaneers (2º periodo)
Il 31 ottobre 2022 Johnson firmò con la squadra di allenamento dei  Tampa Bay Buccaneers.

### Las Vegas Raiders
Il 25 gennaio 2023 Johnson firmò da riserva/contratto futuro con i Las Vegas Raiders. Fu svincolato il 15 maggio 2023.

### Los Angeles Rams
Il 30 maggio 2023 Johnson firmò con i Los Angeles Rams. In stagione scese in campo solo nella gara finale della stagione regolare, la partita di settimana 18 contro i San Francisco 49ers vinta 21 a 20, in cui fece due ricezioni per otto yard e un touchdown.
Il 2 aprile 2024 Johnson firmò per un altro anno con i Rams.

## Palmarès
- Super Bowl : 1

Tampa Bay Buccaneers: LV
- National Football Conference Championship: 1

Tampa Bay Buccaneers: 2020